# Євдокимов Дмитро Володимирович
Дмитро́ Володи́мирович Євдоки́мов — український історик, активіст, солдат Збройних Сил України, учасник російсько-української війни, що загинув у ході російського вторгнення в Україну в 2022 році.

## Життєпис
Дмитро Євдокимов народився 1998 року в місті Тростянець на Сумщині. Закінчив Сумський обласний ліцей-інтернат для талановитої та обдарованої молоді. Брав активну участь у Сумській обласній Малій академії наук. Був активним учасником, а потім — інструктором патріотичного юнацького табору «Коловрат» на Сумщині, один з організаторів масштабного фестивалю «З України — в Україну». У 2016 році вступив на історичний факультет Київського національного університету ім. Тараса Шевченка. На третьому курсі Дмитро взяв академічну відпустку задля навчання в харківському осередку Української академії лідерства.
Після призову до Збройних Сил України, військову службу розпочав у м. Житомирі в 199-му навчальному центрі Десантно–штурмових військ України, в подальшому — у 95-й окремій десантно-штурмовій бригаді Десантного-штурмових військ ЗСУ.
Після служби поновив навчання на історичному факультеті Київського національного університету імені Тараса Шевченка, де й далі навчався за освітньою програмою «Американістика та європейські студії». Не встиг закінчити 4-й курс.
З початком повномасштабного російського вторгнення в Україну Дмитро Євдокимов вже 26 лютого 2022 року був призваний до Збройних Сил України. Героїчно загинув 29 березня 2022 року, зі зброєю в руках захищаючи Київ від російського агресора на Житомирському напрямку. Поховали Дмитра Євдокимова а рідному Тростянці на Сумщині.

## Родина
У Дмитра Євдокимова залишилися батько, мати та молодший брат Андрій.

## Творчість
Дмитро Євдокимов був талановитим молодим ученим, істориком та письменником. Він співавтор науково-популярної книги для батьків та дітей «Про права та обов'язки: твій довідник з громадянства» Ганни Булгакової.
Книги
- Про права й обов'язки. Твій довідник з громадянства / Г. К. Булгакова, Д. В. Євдокимов, П. А. Звізда, О. К. Мельник, П. П. Сітек, Д. В. Дубович; іл. М. М. Мохнацької. — Харків: Вид-во «Ранок», 2021. — 64 с.

## Нагороди
- орден За мужність III ступеня (2022, посмертно) — за особисту мужність і самовіддані дії, виявлені у захисті державного суверенітету та територіальної цілісності України, вірність військовій присязі[8].